# Landet omkring Hærvejen
|  | Denne artikel er oprettet af botten Steenthbot ud fra en ekstern database. Den kan derfor have sproglige fejl eller mangler. Denne skabelon kan fjernes efter kontrol af indholdet. |

Landet omkring Hærvejen er en 58 minutter lang dansk dokumentarfilm fra 1991 instrueret af Aksel Hald-Christensen.

## Handling
"En tusindårig vej fra Viborg til Dannevirke."